# Bisse Unger
Bisse Unger, ursprungligen Fredrik Unger, född 17 februari 1994, är en svensk barnskådespelare.

## Filmografi
- 2000 – En häxa i familjen (som Lillen)
- 2002 – Tusenbröder (TV-serie) (som Max)
- 2002 – Utanför din dörr (som Melker)
- 2002 – Alla älskar Alice (som Pontus)
- 2002 – Bella - bland kryddor och kriminella (TV-serie) (som Erik)
- 2003 – Tusenbröder, säsong 2 (TV-serie) (som Max)
- 2003 – Number One (som Tom)
- 2004 – I skuggan av våldet (som Kalle)
- 2004 – Håkan Bråkan & Josef (som Pär)
- 2005 – Om du var jag (TV-serie) (som Mattias)
- 2005 – Lovisa och Carl Michael (TV-serie) (som Gustaf)
- 2006 – Tusenbröder, säsong 3 (TV-serie) (som Max)
- 2006 – Mäklarna (TV-serie) (som Jacob)
- 2007 – Se upp för dårarna (som skolpojke)
- 2007 – Arn - Tempelriddaren (som unge Arn)
- 2011 – Arne Dahl: Misterioso
- 2012 – Arne Dahl: Ont blod
- 2012 – Arne Dahl: Upp till toppen av berget
- 2012 – Arne Dahl: Europa Blues
- 2015 – Morden i Sandhamn